# Bernhard Sieber
Bernhard Sieber, född 6 augusti 1990, är en österrikisk roddare.
Sieber tävlade för Österrike vid olympiska sommarspelen 2016 i Rio de Janeiro, där han tillsammans med sin bror Paul Sieber slutade på 12:e plats i lättvikts-dubbelsculler.